# Maximilian von Weiße
Maximilian von Weiße (Ladendorf, 16 de outubro de 1798 — Wels, 10 de outubro de 1863) foi um astrônomo alemão.